# Markthalle (La Tremblade)

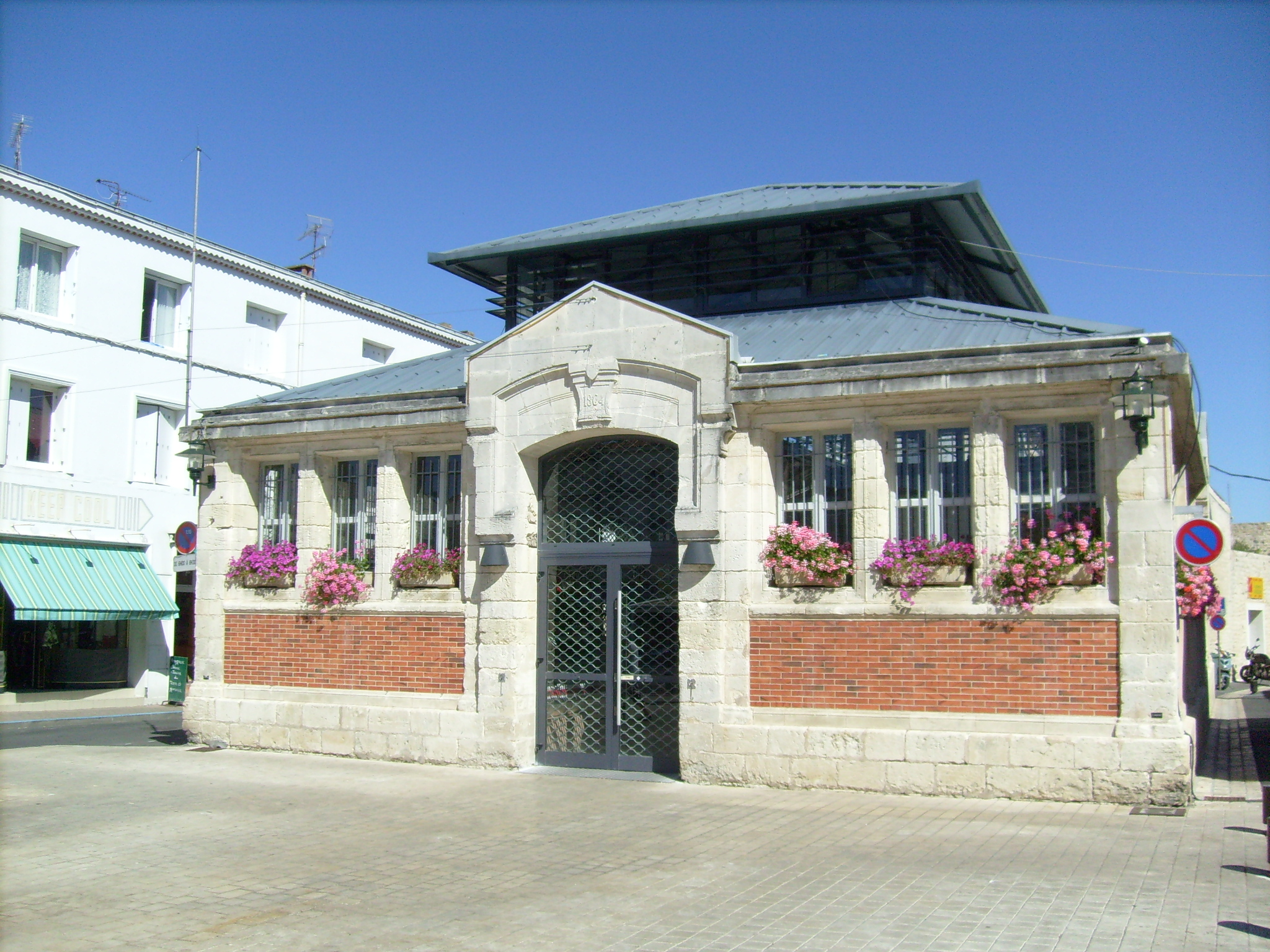
Markthalle in La Tremblade

Die Markthalle in La Tremblade, einer französischen Gemeinde im Département Charente-Maritime in der Region Nouvelle-Aquitaine, wurde 1864 errichtet.  
Die Markthalle an der Place Gambetta ist ein erdgeschossiger Bau aus Kalkstein- und Ziegelmauerwerk. Die Arbeiten wurden von dem Unternehmen Emmanuel Berthelin aus La Tremblade nach Plänen des Architekten Bourgent ausgeführt. Die hohen Eingänge werden von Dreiecksgiebeln überragt.    